# Kniaz

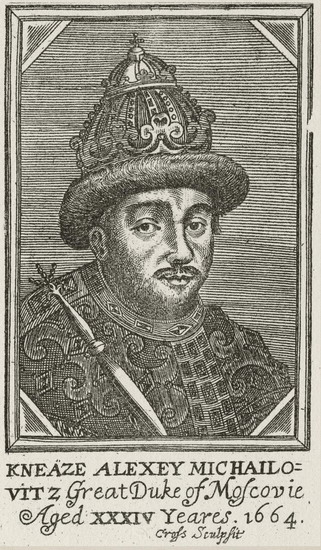
Kneaze Alexey Michailovitz, 1664 (Zar Alejo I de Rusia).

Kniaz, knez o knyaz es una palabra de las lenguas eslavas que se refiere a un título noble. Generalmente se traduce al español como príncipe o duque, aunque esta traducción no es exacta.
La forma femenina transliterada del búlgaro y del ruso es kniaguinia (княгиня), kneginja en esloveno y serbocroata (cirílico serbio: кнегиња), kniahinia (княгіня) en bielorruso y kniazioŭnia (князёўна) es la hija del príncipe, kniahynia (княгиня) en ucraniano. En ruso, la hija de un kniaz es knyazhna (княжна). En ruso, el hijo de un kniaz es knyazhich (княжич en su forma antigua).
El título se pronuncia y escribe de forma similar en diferentes lenguas europeas. En serbocroata y en algunas lenguas eslavas occidentales, la palabra ha pasado a denotar "señor", y en checo, polaco y eslovaco también pasó a significar "sacerdote" (kněz, ksiądz, kňaz) así como "duque" (knez, kníže, książę, knieža). En sorbio denota simplemente el tratamiento de "señor"), y el título católico "monseñor" para un sacerdote. En la actualidad, el término knez sigue siendo la traducción más común de "príncipe" en las lenguas eslovena, bosnia, croata y serbia. Knez también se encuentra como apellido en los territorios de la antigua Yugoslavia.

## Etimología
La etimología está directamente relacionada con palabras como la inglesa king ('rey'), la alemana König y la escandinava konung. Se debe tener en cuenta que la traducción al español como 'príncipe' o 'duque' no es fiel, y esto puede provocar inexactitud tanto en el mismo título nobiliario, como en las palabras que se derivan de él. Por ello, lo que entendemos por príncipe en la Rusia medieval, puede hacer alusión a un rey, y el territorio que este protege o dirige, en lugar de principado podría referirse a un reino. Verbigracia, Kня́жество Московское (Kniázhestvo Moskóvskoye) se interpreta como el Principado de Moscú, empero, podría tratarse del Reino de Moscú. Pese a esto, en las traducciones han prevalecido los términos de príncipe (en ocasiones duque) y principado.
Knez o Кнез es ahora un apellido común en Croacia, Serbia, Montenegro y Eslovenia.

## Edad Media
El significado del término cambió a lo largo de la historia. Inicialmente, el término se usó para denotar al jefe de una tribu eslava. Más tarde, con el desarrollo del estado feudal, se convirtió en el título de gobernante de un estado, y entre los eslavos orientales (ruso: княжество (kniazhestvo), ucraniano: князівство (kniazivstvo) tradicionalmente traducido como ducado o principado), por ejemplo, de la Rus de Kiev. En las fuentes latinas medievales, el título se traducía como rex o dux. En Bulgaria, Boris I de Bulgaria cambió su título a kniaz después de su conversión al cristianismo, pero su hijo Simeon tomó el título superior de zar en 913. En la Rus de Kiev, a medida que crecía el grado de centralización, el gobernante adquirió el título Veliki Kniaz (Великий Князь) (traducido como Gran Príncipe o Gran Duque, ver Grandes Duques de Rusia). Gobernó un Velyke Knyazivstvo (Велике Князiвcтво) (Gran Ducado), mientras que un gobernante de su constituyente vasallo (udel, udelnoe knyazivstvo o volost) se llamaba udelni kniaz o simplemente kniaz.
Cuando la Rus de Kiev se fragmentó en el siglo XIII, el título Kniaz continuó usándose en los estados eslavos orientales, incluidos Kiev, Chernígov, Nóvgorod, Pereyaslav, Vladímir-Suzdal, Moscú, Tver, Galitzia-Volinia y en el Gran Ducado de Lituania.

### Rumania
En las zonas de asentamiento de los rumanos, el kniazato (rumano: cneaz) se desarrolló de forma diferente según la región, por un lado en los "principados danubianos" independientes o al menos autónomos, Valaquia y Moldavia, y por otro en Transilvania, que estaba en su mayoría bajo dominio húngaro.
En Valaquia y Moldavia, aparecen inicialmente en la Alta Edad Media como príncipes regionales menores, como "una especie de voivoda con autoridad limitada". Tras la consolidación de los estados de Valaquia y Moldavia en el siglo XIV, "los magistrados de las aldeas subordinadas a los príncipes y de las aldeas libres se llaman Knesen. Sin embargo, desde el siglo XV, y exclusivamente desde finales del siglo XVI, el knes en Valaquia es el campesino libre con su propia propiedad territorial. Estos campesinos forman un estrato específicamente designado en las fuentes entre los boyardos y los pobres (es decir, los que no son libres o carecen de bienes raíces)."
En Transilvania, en cambio, los Knesen siguieron siendo inicialmente las figuras principales de las comunidades locales de aldeas rumanas, que durante mucho tiempo conservaron su propio espacio jurídico, el jus Valachorum o keneziale, en la Komitaten dominada por los nobles húngaros. Empezaron a dividirse en royals reconocidos y otros desde el principio. Aunque nunca fueron consideradas nobles, un documento del rey húngaro Luis I reconoce las declaraciones de las knesses autentificadas por la realeza como iguales a las de un noble, mientras que las de otras knesses sólo valían una cuarta parte. Tenían que pagar cuotas más bajas y, en particular, estaban exentos de la cincuentena de ovejas que debían pagar los valacos comunes. Con el paso del tiempo, los Knesen ascendieron a los rangos de la nobleza plena o descendieron a los rangos de los plebeyos no libres. Sus funciones fueron asumidas por los jueces de condado (húngaro biró, romano. jude). A finales del siglo XIV, se pueden identificar cuatro categorías: 1. los knesses que gobernaban únicamente por derecho consuetudinario (no confirmado por escrito), 2. los que habían sido confirmados por cédula real, 3. los que tenían su pueblo por donación y 4. los que tenían su pueblo por donación. Aquellos que habían recibido su pueblo por donación como propiedad de la tierra y habían ascendido a la nobleza, y 4. Knesen sólo de nombre, que eran realmente súbditos de la nobleza o de la iglesia.
En el Banato, que originalmente también formaba parte de Hungría, el Knesentum tuvo un desarrollo especial. En esta zona fronteriza de las Guerras Turcas, por la que se luchó durante mucho tiempo, la antigua constitución del pueblo rumano duró especialmente. Bajo el dominio turco, se confirmaron sus privilegios: "distribución de los impuestos entre los campesinos, jurisdicción sobre las disputas de tierras, recaudación de impuestos, organización de guardias y aprehensión de malhechores". Los parientes obedientes podían ser recompensados con tierras y reconocimiento documental. Tras la incorporación definitiva a la monarquía de los Habsburgo (1719), El kniazato se integró en la administración austriaca mediante el nombramiento de Oberknesen (funcionarios a sueldo). Los Knesen ordinarios seguían estando exentos de impuestos y podían transferir su cargo a su hijo con el consentimiento de las autoridades y la comunidad del pueblo. En la frontera militar, los oficiales a menudo proporcionaban el Knesen al mismo tiempo.

## Serbia
Knez o knjaz es un término común utilizado en la historiografía serbia para los gobernantes serbios de la Alta Edad Media, a quienes en griego se les llamaba arconte. Knez o príncipe era un título nobiliario utilizado por los gobernantes medievales del Principado de Serbia, Duklja y la Serbia de Moravia. 
Knez era un título que ostentaban los jefes serbios locales bajo el Imperio Otomano. Era otro nombre para el rango turco otomano de kojabashi , en poder de los jefes cristianos locales. 
Obor-knez era un título que ostentaba los jefes serbios locales electos de la nahija (región de un grupo de aldeas) en el sandjak otomano de Smederevo (también conocido como pashaluq de Belgrado). El obor-knez era el jefe mayor y responsable de la gente de su distrito y era su portavoz (intermediario) en relaciones directas con el bajá, aunque normalmente a través del spahi, y era el encargado de transferir los impuestos recaudados de las aldeas.
Knez o knjaz era un título monárquico que Miloš Obrenović utilizó en el Principado de Serbia. Serbia, conocida como el Principado de Serbia, fue independiente de facto desde 1817 y se volvió independiente de jure con la constitución de 1869. Los herederos de Miloš utilizaron ese título hasta 1882, cuando Serbia fue elevada a la categoría de reino.

## Mancomunidad polaco-lituana
Como se ha señalado anteriormente, el título de knyaz o kniaz se convirtió en un título nobiliario hereditario en el Gran Ducado de Moscú y el Gran Ducado de Lituania. Tras la Unión del Reino de Polonia y el Gran Ducado de Lituania, el kniaź se convirtió en un título reconocido en la Mancomunidad de Polonia y Lituania. En la década de 1630, aparte del título pan, que indicaba la pertenencia a la gran clase noble szlachta', kniaź era el único título hereditario oficialmente reconocido y utilizado en la Mancomunidad de Polonia-Lituania. Entre los poseedores del título de kniaź destacan Jeremi Wiśniowiecki.

## Rusia
A medida que el Zarato de Rusia fue ganando dominio sobre gran parte de la antigua Rus de Kiev, Velikiy kniaz (Gran príncipe) Iván IV de Rusia en 1547 fue coronado como Zar. A partir de mediados del siglo XVIII, el título de Velikiy kniaz se recuperó para referirse a los hijos y nietos (de línea masculina) de los emperadores rusos. Véase títulos para la familia del zar para más detalles.
Kniaz (en ruso: князь, ˈknʲæsʲ) continuó como título hereditario de la nobleza rusa descendiente patrilinealmente de Riúrik (por ejemplo, Belozerski, Beloselski-Belozerski, Repnín, Gorchakov) o Gediminas (por ejemplo, Golitsin, Troubetzkói). Los miembros de las familias Rúrikovich o Gedimínida se denominaban príncipes cuando gobernaban pequeños principados medievales casi soberanos. Tras la absorción de sus señoríos por Moscovia, se instalaron en la corte moscovita y fueron autorizados a continuar con sus títulos principescos.
A partir del siglo XVIII, el título fue concedido ocasionalmente por el zar, por primera vez por Pedro el Grande a su socio Aleksandr Ménshikov, y después por Catalina la Grande a su amante Grigori Potiomkin. Después de 1801, con la incorporación de Georgia al Imperio ruso, varios títulos de numerosos nobles locales se tradujeron de forma controvertida en ruso como "kniazes". Del mismo modo, muchos pequeños nobles tártaros reivindicaron su derecho a llamarse "kniazes" por descender de Gengis Kan.
Finalmente, dentro del Imperio ruso de 1809-1917, Finlandia se denominó oficialmente Gran Principado de Finlandia (en finés: Suomen suuriruhtinaskunta, en sueco: Storfurstendömet Finland, en ruso: Великое Княжество Финляндское, romanizado: Velíkoie Knyázhestvo Finlyándskoie).
| Ruso                               | Análogos españoles, aproximadamente[cita requerida] | Análogos españoles, aproximadamente[cita requerida] | Análogos españoles después del siglo XVIII[cita requerida] |
| ---------------------------------- | --------------------------------------------------- | --------------------------------------------------- | ---------------------------------------------------------- |
| kniaz (князь, [ˈknjæsʲ])           | rey                                                 | duque                                               | príncipe                                                   |
| kniaguinia (княгиня, [knʲɪˈginʲə]) | reina                                               | duquesa                                             | princesa                                                   |
| kniázhich (княжич, [ˈknjaʐɨt͡ɕ])    | príncipe (hijo de un rey)                           | hijo de duque                                       | príncipe (hijo de un príncipe)                             |
| kniazhná (княжна, [knʲɪˈʐna])      | princesa (hija de un rey)                           | hija de un duque                                    | princesa (hija de un príncipe)                             |